# Lloyd Isgrove
Lloyd Jeffrey Isgrove , né le 12 janvier 1993 à Yeovil, est un footballeur international gallois qui évolue au poste de milieu de terrain à Sholing FC.

## Biographie

### En club
Le 2 juillet 2017, il rejoint Barnsley.
Le 31 janvier 2019, il est prêté à Portsmouth.
Le 26 septembre 2020, il rejoint Bolton Wanderers.
Le 26 septembre 2023, il rejoint Sholing FC, un club non-league.

### En équipe nationale
Le 24 mars 2016, il fait ses débuts avec l'équipe nationale galloise, lors d'un match amical contre l'Irlande du Nord.

## Palmarès
- Vainqueur du Football League Trophy en 2014 avec Peterborough, et en 2016 avec Barnsley
- Swindon Town
  - champion d'Angleterre de D4 en 2020.